# Liste de productions Bally Manufacturing
Ne doit pas être confondu avec Liste de productions Bally Midway Manufacturing Company.
La liste de productions Bally Manufacturing répertorie les jeux d’arcade (jeu de bowling, UFO catcher, jeu de tir au fusil), les flippers et pré-flippers, ainsi que les jeux vidéo d'arcade produits par Bally Manufacturing. Ces jeux ont été manufacturés de 1931 à 1983.

## Jeu vidéo d'arcade
- Crazy Foot (1973)
- TenniScoop
- TenniScoop 2 (1974)

## Jeu d'arcade
- Baskets (1940)
- Bull
- Bull (1939)
- Congress Bowler (1959)
- Defender (1940)
- DeLuxe Bowler  (1948)
- Fun Phone (1963)
- Golf Champ (1958)
- Hill Climb (1972)
- HyRoll (1940)
- LiteADiamond (1959)
- Marksman (1961)
- Moon Ride (1954)
- Space Flight (1969)
- Space Gunner (1958)
- Space Ship (1952)
- Speed Boat (1953)
- SubPack (1970)
- Target Zero (1970)
- Undersea Raider (1946)
- Bally Bowler (1961)
- All the Way (1965)
- Bally Alley (1939)
- Big 7 Shuffle (1962)
- Blue Ribbon: Gold Medal Bowlers (1955)
- Challenger Bowler (1959)
- Champion Bowler (1954)
- Club Bowler (1958)
- DeLuxe Bally Bowler (1963)
- Jet Bowler (1954)
- Magic Bowler (1954)
- Monarch Bowler (1959)
- Official Jumbo Bowler (1960)
- Pan American Bowler (1959)
- Speed Bowler (1958)
- Strike Bowler (1957)
- Super 8 Shuffle (1963)
- Super Bowler (1958)
- Trophy Bowler (1958)
- Baffle Ball (1931)
- Champion (1952)
- Little Champion (1959)
- Pony Twins (1959)
- Traffic Police Bike (1956)
- Gun Smoke (1958)
- Moon Raider (1959)
- Spook Gun (1958)
- ABC Bowler (1950)
- All Star Bowler
- All Star Deluxe Bowler (1958)
- DeLuxe Club Bowler (1959)
- Shuffle Champ (1950)
- Eagle Eye (1937)
- Jungle Fury (1946)
- RapidFire (1940)
- Sky Battle
- Derby (1960)
- Sportsman (1960)
- Lucky Shuffle (1958)
- SkillRoll (1958	Arcade

## Flippers

### Pré-flippers
- Action (1934)
- Action Junior (1934)
- Beauty (1940)
- Goofy (1932)
- Rocket (1947)
- Sportsman (1951)

### Mécaniques
- 21
- 3-Ring Circus (1932)
- Airway (1933)
- AirLane (1931)
- Ballyhoo (1932)
- Ballyround (1932)
- Battleship (1934)
- Blue Ribbon (1933)
- Capt. Fantastic (1976)
- Crusader (1933)
- Fatima (1933)
- Goofy (Junior) (1932)
- Goofy (Senior) (1932)
- Greyhound (1932)
- Jack and Jill (1933)
- Knock Out (1975)
- Match the Dial (1935)
- Mike And Ike (1933)
- Monarch (1933)
- Pennant (1933)
- President (1933)
- Screwy (1932)
- Skipper (1933)
- Streamline (1934)
- Ticker (1933)
- Twin Win (1971)
- U.S.A. (1958)
- Wizard (1974)

### Électroniques
- Black Jack (1977)
- BMX (1982)
- Bobby Orr Power Play (1978)
- Bow and Arrow (1974)
- Captain Fantastic & The Brown Dirt Cowboy (1977)
- Captain Fantastic (Home Model) (1977)
- Centaur (1981)
- Centaur II (1983)
- Continental (1980)
- Dolly Parton (1979)
- Eight Ball (1977)
- Eight Ball Deluxe (1981)
- Eight Ball Deluxe Limited Edition (1982)
- Eight Ball Deluxe-Limited Edition (1983)
- Elektra (1981)
- Embryon (1981)
- Evel Knievel (1977)
- Evel Knievel (Home Model) (1978)
- Fathom (1981)
- Fireball (1976)
- Fireball II (1981)
- Flash Gordon (1981)
- Flicker (1975)
- Four Million B.C. (1971)
- Freedom (1976)
- Frontier (1980)
- Future Spa (1979)
- Harlem Globetrotters On Tour (1979)
- Hotdoggin' (1980)
- Kiss (1979)
- La Vie Parisienne (1980)
- Lost World (1978)
- Mata Hari (1978)
- Medusa (1981)
- Mr. & Mrs. Pac-Man (1982)
- Mystic (1980)
- Night Rider (1977)
- Nitro Ground Shaker (1980)
- Paragon (1979)
- Playboy (1978)
- Power Play (1978)
- Rolling Stones (1980)
- Silverball Mania (1980)
- Six Million Dollar Man (1978)
- Skateball (1980)
- Skateball (1978)
- Slammer (prototype)
- Space Invaders Pinball (1980)
- Speakeasy (1982)
- Speakeasy 4 (1982)
- Spectrum (1982)
- Star Trek Pinball (1979)
- Strikes and Spares (1978)
- Supersonic (1979)
- Vector (1982)
- Viking (1980)
- Viking (1980)
- Voltan Escapes Cosmic Doom (1979)
- Xenon (1980)

### Électromécaniques
- Big Chief (1932)
- Galaxy Ranger (1978)
- Reward Time
- Slugger (1935)
- 2 in 1 (1964)
- 3 Across (1936)
- 3-in-Line (1935)
- 4 Queens (1970)
- 41-Derby (1941)
- 42nd and Broadway
- 50/50 (1965)
- 666 (Six-Sixty-Six) (1935)
- Acapulco (1961)
- Ace (1935)
- Aces High (1965)
- Aces Top (1965)
- Action (Jr) (1934)
- Action (Sr) (1934)
- Air Aces (1975)
- Air Force (1941)
- Air Lane (1936)
- Airway of 1937 (1937)
- All Stars (1936)
- Alligator (1969)
- Ambassador (1936)
- American League (1939)
- Amigo Pinball (1974)
- Apollo Ball (1969)
- Arlington (1937)
- Arrowhead (1938)
- Atlantic City (1938)
- Atlantic City (1952)
- Attention (1940)
- Automat (1936)
- Bahama Beach (1966)
- Bali (1974)
- Bali-Hi (1973)
- Ball Park (1960)
- Ballerina (1959)
- Ballerina (1947)
- Balls-A-Poppin (1956)
- Bally Arcade (1938)
- Bally Beauty (1940)
- Bally Beauty (1952)
- Bally Bonus (1936)
- Bally Bonus (1936)
- Bally Booster (1937)
- Bally Derby (1935)
- Bally Derby (1935)
- Bally Entry (1938)
- Bally Entry (1946)
- Bally Hoo (1969)
- Bally Reserve (1938)
- Bally Reserve Jr. (1938)
- Bally Rocket (1947)
- Bally Royal (1939)
- Bally Stables (1937)
- Bally Stables (1937)
- Bally Supreme (1939)
- Ballyhoo s (1947)
- Ballyview (1938)
- Bambino (1938)
- Bamboo
- Band Wagon (1965)
- Banker (1935)
- Banner (1939)
- Barrel-O-Fun (1960)
- Barrel-O-Fun '61 (1961)
- Barrel-O-Fun '62 (1962)
- Baseball (1936)
- Batting Practice (1959)
- Battle (1935)
- Bazaar (1966)
- Beach Beauty (1955)
- Beach Club (1953)
- Beach Queens (1960)
- Beach Time (1958)
- Beauty Beach (1965)
- Beauty Contest (1960)
- Beauty Queens (1960)
- Belmont (1936)
- Big Boy (1935)
- Big Day (1964)
- Big Handicap (1948)
- Big Inning (1958)
- Big Inning (1947)
- Big League (1946)
- Big Show (1956)
- Big Show (1974)
- Big Time (1954)
- Big Valley (1970)
- Big Wheel (1968)
- Bigfoot (1976)
- Bing (1938)
- Black Jack (1976)
- Blue Bird (1936)
- Blue Chip (1975)
- Blue Grass (1941)
- Blue Ribbon (1965)
- Blue Ribbon (1939)
- Bon Voyage (1974)
- Bonanza (1976)
- Bongo (1964)
- Bonus-7 (1970)
- Boomerang (1974)
- Boot-A-Ball (1967)
- Border Beauty (1965)
- Bow and Arrow (1975)
- Bowl-A-Line (1972)
- Bowl-A-Line (1972, conversion)
- Bowl-O (1970)
- Bright Lights (1951)
- Bright Spot (1952)
- Broadcast (1941)
- Broadway (1955)
- Bucks (1935)
- Bull Market (1976)
- Bull's Eye (1937)
- Bullfight (1965)
- Bull's Eye (1965)
- Bumper (1936)
- Bumper Senior (1937)
- Bus Stop (1964)
- C.O.D. (1939)
- C.O.D. (1935)
- Camelot (1970)
- Campus Queen (1966)
- Can-Can (1961)
- Cape May (1956)
- Capersville (1966)
- Capt. Fantastic and The Brown Dirt Cowboy (1976)
- Carnival (1948)
- Carnival (1957)
- Carnival Queen (1958)
- Carom (1937)
- Carom Junior (1937)
- Centennial (1935)
- Challenger (1936)
- Challenger (1974)
- Champ (1974)
- Champion (1939)
- Champion (1934)
- Champion (1949)
- Charm (1940)
- Cherry Picker (1963)
- Chevron (1939)
- Cigarette Pin Game (1936)
- Circus (1973)
- Circus (1957)
- Circus Queen (1960)
- Citation (1949)
- Classic (1937)
- Club House (1937)
- Club Trophy (1941)
- Coal Town
- Colossal (1935)
- Coney Island (1951)
- Congo (1936)
- Cosmint (1969)
- Cosmos (1969)
- County Fair (1959)
- Cross Country (1963)
- Crossline (1941)
- Crossline (1937)
- Crosswords (1955)
- Cue-Tease (1963)
- Cypress Gardens (1958)
- Daily Dozen (1937)
- Dandy (1940)
- Dark Horse (1940)
- Daytona Beach (1958)
- Delta Queen (1974)
- Deluxe Fun Cruise (1966)
- Derby 1941 (1941)
- Discotek (1965)
- Discovery (1935)
- Dixieland (1978)
- Dixieland (1968)
- Dogies (1968)
- Double Barrel (1946)
- Double Feature (1939)
- Double Feature (1948)
- Double Header (1956)
- Double-Up (1970)
- Double-Up (1971)
- Draw Bell (1936)
- Dude Ranch (1953)
- Duet (1940)
- Eclipse (1935)
- El Toro (1972)
- Entry (1941)
- Equalite (1937)
- Eureka (1938)
- Eureka (1948)
- Evel Knievel (1977)
- Expressway (1971)
- Fair Grounds (1937)
- Fairmont (1941)
- Fifth Inning (1939)
- Fireball (1972)
- Firecracker (1971)
- First National (1936)
- Fleet (1940)
- Fleet (1934)
- Fleet (1938)
- Fleet Sr. (1934)
- Fleetwood (1937)
- Flicker (1975)
- Flicker (1935)
- Flicker (1941)
- Flip Flop (1976)
- Folies Bergeres (1965)
- Fore (1973)
- Four Million B.C. (1971)
- Freedom (1976)
- Frisky (1949)
- Frisky (1935)
- Frisky (New) (1935)
- Frolics (1952)
- Fun Cruise (1965)
- Fun Spot (1960)
- Fun Spot '63 (1962)
- Fun Way (1959)
- Futurity (1951)
- Galahad (1970)
- Galaxy (1978)
- Gator (1969)
- Gay Cruise (1965)
- Gay Time (1955)
- Gayety (1955)
- Glamour (1940)
- Gold Cup (1939)
- Gold Cup (1948)
- Gold Medal (1939)
- Gold Rush (1966)
- Gold Rush (1937)
- Golden Gate (1962)
- Golden Gate 75 (1974)
- Golden Harvest (1935)
- Golden Wheel (1937)
- Grand Circuit (1936)
- Grand National (1939)
- Grand Stand (1938)
- Grand Stand (1950)
- Grand Tour (1964)
- Greyhound (1935)
- Hang Glider (1976)
- Happy Tour (1964)
- Harvest (1964)
- Harvest Moon (1935)
- Hawaii (1973)
- Hawthorne (1939)
- Hay-Ride (1964)
- Headliner (1939)
- Heavy Hitter (1959)
- Heavy Hitter (1948)
- Heavy Hitter (1967)
- Hi-Deal (1975)
- Hi-Fi (1954)
- Hi-Lo Ace (1973)
- Hialeah (1936)
- High Flyer (1977)
- High Hand (1935)
- Hokus Pokus (1976)
- Hole In One (1971)
- Hootenanny (1963)
- Hot Rods (1949)
- Hunch (1935)
- Hunter (1936)
- Ice Frolics (1953)
- Island Queens (1960)
- Jockey Club (1941)
- Jockey Club (1948)
- Jockey Special (1948)
- Joker (1968)
- Joust (1969)
- Jumbo (1935)
- Jumbo (1935)
- Kentucky (1941)
- Kentucky (1949)
- Kentucky Star (1949)
- Key Lite (1939)
- Key West (1956)
- Kick Off (1977)
- King Rex (1970)
- King Tut (1969)
- Klondike (1938)
- Knockout (1975)
- Laguna Beach (1960)
- Lead Off (1940)
- Lexington (1948)
- Liberty (1944)
- Lido (1961)
- Lights Out (1936)
- Lights Out Special (1936)
- Lime Light (1940)
- Line-Up (1937)
- Lite-A-Line (1961)
- Little Joe (1972)
- London (1969)
- Lone Star (1935)
- Long Shot (1940)
- Longacres
- Loop the Loop (1966)
- Loop the Loop (Version italienne) (1966)
- Lotta-Fun (1959)
- Lucky 7 (1970)
- Lucky Strike (1938)
- Mad World (1964)
- Magic Circle (1965)
- Magic Clock (1965)
- Magic Ring (1968)
- Main Street (1935)
- Majestic (1935)
- Make or Break (1935)
- Malibu Beach (1980)
- Mariner Pinball (1971)
- Mascot (1940)
- Mata Hari (1977)
- Match 'Em (1936)
- Match-It (1936)
- Melody (1947)
- Melody Roll (1947)
- Mercury (1937)
- Miami Beach (1955)
- Midget Racer (1946)
- Mini-Zag (1968)
- Miss America (1957)
- Miss America 75 (1974)
- Miss America Deluxe (1977)
- Miss America Deluxe (1979)
- Miss America Supreme (1976)
- Miss California (1952)
- Miss Universe (1975)
- Missouri Mules (1947)
- Monicker (1941)
- Monkey Bash (1967)
- Monte Carlo (1964)
- Monte Carlo (1973)
- Moon Shot (1963)
- Multiple (1936)
- Mystic (1941)
- Mystic Gate (1975)
- Nashville (1978)
- Natural (1936)
- New Improved Rocket (1934)
- New Rapid Fire (1941)
- New Rocket (1938)
- New Yorker (1935)
- Night Club (1956)
- Night Rider (1976)
- Nip-It (1973)
- Northern Lights (1936)
- Nudgy (1947)
- Nugget (1937)
- Odds & Evens (1973)
- Old Chicago (1976)
- On Beam (1969)
- Op-Pop-Pop (1969)
- Orient (1967)
- Pace Maker (1939)
- Pace Maker (1938)
- Palm Beach (1952)
- Palm Springs (1938)
- Palm Springs (1953)
- Pan American (1941)
- Panama (1935)
- Parade (1956)
- Paramount (1936)
- Paramount (1938)
- Pari-Mutual (1936)
- Peerless Multiple (1936)
- Pick-Em (1939)
- Pimlico
- Play Ball (1941)
- Plus or Minus (1936)
- Pockets (1936)
- Post Time (1935)
- Preakness (1936)
- Progress (1940)
- Prospector (1935)
- Pursuit (1941)
- Quarterback (1976)
- Rambler (1936)
- Rancho (1948)
- Ranger (1935)
- Record Time (1940)
- Red Arrow (1934)
- Red Max, The (1971)
- Redwood (1935)
- Relay (1974)
- Ro Go (1974)
- Rockelite (1935)
- Rocket (1933)
- Rocket III (1967)
- RockMakers (1968)
- Roller Derby (1960)
- Roller Derby (1939)
- Round and Round (1936)
- Round Up (1971)
- Roundup (1936)
- Rover (1937)
- Safari (1969)
- Safari (1968)
- Santa Anita (1940)
- Scoop (1939)
- Scrimmage (1935)
- Sea Biscuit (1938)
- Sea Fair (1956)
- Sea Island (1959)
- Sea Ray (1971)
- See Saw (1970)
- Selector (1936)
- Seven Seas (1960)
- Sheba (1965)
- Shoot-A-Line (1962)
- Shoot-A-Line (1962)
- Show Time (1957)
- Signal (1934)
- Signal (Jr) (1934)
- Silver Sails (1962)
- Silver Skates (1941)
- Silver Streak (1947)
- Silver Streak (1935)
- Single Coin (1959)
- Single Coin
- Single Coin (1959)
- Six Shooter (1966)
- Six Sticks (1966)
- Skill Circle (1935)
- Skill Derby (1960)
- Skill Parade (1958)
- Skill Roll (1956)
- SkillScore (1960)
- Skipper (1937)
- Skipper (1936)
- Sky Divers (1964)
- Sky High (1936)
- Sky High (1935)
- Sky Kings (1974)
- Skyrocket (1971)
- Skyscraper (1934)
- Slap Stick (1976)
- Smack-Em (1935)
- Snappy (1936)
- Space Time (1972)
- Spark-O-Lite (1936)
- Special Entry (1946)
- Speed Ball (1941)
- Spinner (1962)
- Spinner (1935)
- Spinner (1936)
- Sport Event (1940)
- Sport King (1940)
- Sport Page (1938)
- Sport Special (1940)
- Spot-Em (1960)
- Spot-Lite (1951)
- Spottem (1939)
- Sprint (1937)
- Squadron (1938)
- Star Ship (1976)
- Star-Jet (1963)
- Stock Market (1971)
- Stock Market (1961)
- Sun Valley (1957)
- Sunshine Park (1952)
- Super 7 (1970)
- Super Highway (1935)
- Super Lite (1939)
- Surf Club (1954)
- Surf Queens (1946)
- Surfers (1967)
- Suspense (1938)
- Tahiti (1974)
- Tahiti (1979)
- Tanforan (1950)
- Target Roll (1957)
- Targets (1959)
- Teaser (1936)
- Ten Pin (1969)
- Thistledowns (1938)
- Thunderbolt (1938)
- Ticker Tape (1972)
- Time Of Your Life (1948)
- Time Tunnel (1971)
- Time Zone (1973)
- Top Notcher (1941)
- Topic (1941)
- Touchdown (1960)
- Traffic (1935)
- Trail Drive (1970)
- Trailways (1941)
- Trio (1965)
- Triumph (1940)
- Trophy (1948)
- Tropic Queens (1960)
- Tunnels (1935)
- Turf King (1941)
- Turf King (1950)
- Turf Special (1938)
- Twin Joker (1972)
- Twin Win (1974)
- Twist, The (1962)
- USA (1958)
- Vacation (1940)
- Vampire (1971)
- Variety (1939)
- Variety (1954)
- Venice (1968)
- Venus (1967)
- Very Hot Pants (1972)
- Victory (1939)
- Victory Derby (1945)
- Victory Special (1945)
- Vogue (1939)
- Wall Street (0)
- White Sails (1939)
- Wiggler (1967)
- Wild Wheels (1966)
- Win or Lose (1935)
- Wizard! (1975)
- World Cup Soccer (1967)
- World's Fair (1938)
- Yacht Club (1953)
- Zephyr (1938)
- Zephyr Junior (1938)
- Zip-A-Doo (1970)
- Zodiac (1966)
- Grandstand (1950)
- Pari-Mutuel (1936)
- Preakness (1937)

## Machines à sous
- Golden Gate model 1133 (1978)
- Lucky Twins (1960)
- 1081
- 1090 (1975)
- 1889 (1970)
- 742A (1963)
- 809 (1967)
- 809 Multiplier
- 831 (1968)
- 847
- 931
- 935
- Bally Bell (1938)
- Bally Double Bell (1937)
- Big Apple
- Big Barney
- Big Bertha
- Big Shot Continental (1972S)
- Bingo (Continental)
- Bonus Continental (1969)
- Circus Slot (1973)
- Constellation
- Continental (1969)
- Continental Big Shot
- Crazy Winners
- Deuce Wild (1968)
- Dollars 3 Line Play (1976)
- Dollars 5 Line Play (1976)
- Dollars All Jackpot (1976)
- Dollars Triple Bar (1976)
- Dollarslot (1976)
- Double Bell (1938)
- Double Constellation
- Double Deuce Wild
- Double or Nothing
- E1212 (1981)
- E1238 (1980)
- Easy Ace (1968)
- Forty-Niner
- Giant Money Machine (1979)
- Gold Bars (1975)
- Gold Rush
- Hi-Boy (1947)
- Las Vegas
- Liberty Bell Special (1968)
- Lucky Bars Continental (1972)
- M/1090-1 (1978)
- Medalist
- Model 742A Money Honey
- Money Honey (1964)
- Multiplier
- Progressive (1971)
- Progressive 777 (1968)
- Quick Draw (1968)
- Reel Deal (1965)
- Reel Dice
- Reel Keno
- Series E-2000
- Series E-2300
- Slim Line Standard (1971)
- Star Special
- Three Coin Multiplier (1978)
- Tic Tac Toe (1968)
- Treasury Special
- Twin Lightning
- Big Top
- Clover Bell (1949)
- Club Bells (1941)
- Deluxe Draw Bell (1947)
- Double-Up (1948)
- Draw Bell (1946)
- Hi-Boy Club (1948)
- Lucky Draw (1968)
- Rainbow Pencil Vender (1939)
- Reel Deal (1968)
- Reserve Bell (1948)
- Royal Draw (1940)
- Royal Flush Poker (1939)
- Sun Ray (1942)
- Triple Bell (1946)
- Triple Draw Bell (1950)
- Wild Lemon (1948)
- Windsor Castle (1968)
- Reliance (1935)
- Golden Eagle
- Texas Twin (1975)
- Dixie (1938)
- Spark Plug (1934)
- Mini Bertha
- Series V-2000
- Solid Gold
- Triple Dollar Multiplier
- Bally Disc (1932)
- Millwheel (1938)
- Bally (1932)
- Lite-A-Pax (1937)
- Balrickey (1933)
- Bosco (1933)
- Dicette (1933)
- Redds Dice
- Baby (1936)
- Baby Reserve (1938)
- Bally Baby (1936)
- Wampum (1938)
- Cub (1933)

## Divers jeux et machines mécaniques et électromécaniques
- AirLane (1931)
- Bal Rio (1931)
- Bally Baskets (1931)
- Bally Racer (1931)
- Bally Roll (1931)
- Bally Round (1931)
- Barrel Roll (1931)
- Bells (1931)
- Dog House (1931)
- Fairgrounds (1931)
- Favorite Race Track Console (1931)
- Fifth Inning (1931)
- Finish Line (1931)
- Four Horsemen (1931)
- Gasoline Alley (1931)
- Harvest Moon (1931)
- Imp (1931)
- Jack Pot (1931)
- Jack Pot (1931)
- Keylike (1931)
- Klix (1931)
- Lights-Out (1931)
- Lincoln Fields (1931)
- Magic Ball (1931)
- Main Event (1931)
- Match-Em (1931)
- Mercury Jr. (1931)
- Mike & Ike (1931)
- Mitzi (1931)
- Mount Royal (1931)
- Pacemaker (1931)
- Peerless (1931)
- Planetellus (1931)
- Purser (1931)
- Racing Form (1931)
- Ray (1931)
- Reserve (1931)
- Saddle Club (1931)
- Sambo (1931)
- Skill Field (1931)
- Spark-A-Lite (1931)
- Sparkler (1931)
- Sum-Fun (1931)
- Texas Leaguer (1931)
- Three Ring Circus (1931)
- Zephyr Jr. (1931)